# برنارد هبتس
برنارد هبتس محامٍ كندي وأستاذ قانون ورائد أعمال أكاديمي، ومحرر وناشر يدرس حاليًا في الولايات المتحدة في كلية الحقوق بجامعة بيتسبرغ. تدرب كمؤرخ قانوني، ركز عمله المبكر على العلاقة التاريخية بين القانون والتكنولوجيا والحواس. في منتصف التسعينيات كتب سلسلة من المقالات المثيرة للجدل حول مستقبل مراجعات القانون والنشر العلمي في عصر الإنترنت الذي كان قد بدأ للتو. اشتهر اليوم بأنه المؤسس والناشر ورئيس تحرير صحيفة (بالإنجليزية: JURIST)‏، وهي خدمة أخبار قانونية عبر الإنترنت حائزة على جائزة ويبي أنشأها عام 1996.